# Вагонмаш
ЗАО «Вагонмаш» (до 1990 годов —Ленингра́дский о́рдена Октя́брьской Револю́ции и о́рдена Кра́сной Звезды́ вагонострои́тельный заво́д им. И. Е. Его́рова) — обанкротившееся машиностроительное предприятие в России, существовавшее с 1874 по 2013 годы. Занималось производством пассажирских вагонов для железных дорог и электровагонов для подвижного состава метрополитена

## История завода
Завод был основан в 1874 году выходцем из Шотландии Ф. К. Рештке.
Изначально специализировался на металлообработке.
С 1897 года переориентировался на выпуск вагонов и был переименован в Петербургский вагоностроительный завод.
В 1911 году завод вошёл в состав монополии (синдиката) «Продвагон».
После Октябрьской революции 1917 года завод перешёл в собственность Советского государства, а в 1922 получил имя участника революционного движения И. Е. Егорова.
В 20-е — 30-е годы XX столетия завод выпускал пассажирские вагоны для пригородных поездов и составов дальнего следования.
В 1939 году здесь построен первый советский цельнометаллический вагон.
В годы Великой Отечественной войны Ленинградский вагоностроительный завод (ЛВЗ) перешёл на военную продукцию. Вагоны пригородного сообщения переоборудовались для перевозки раненых в составе военно-санитарного поезда.

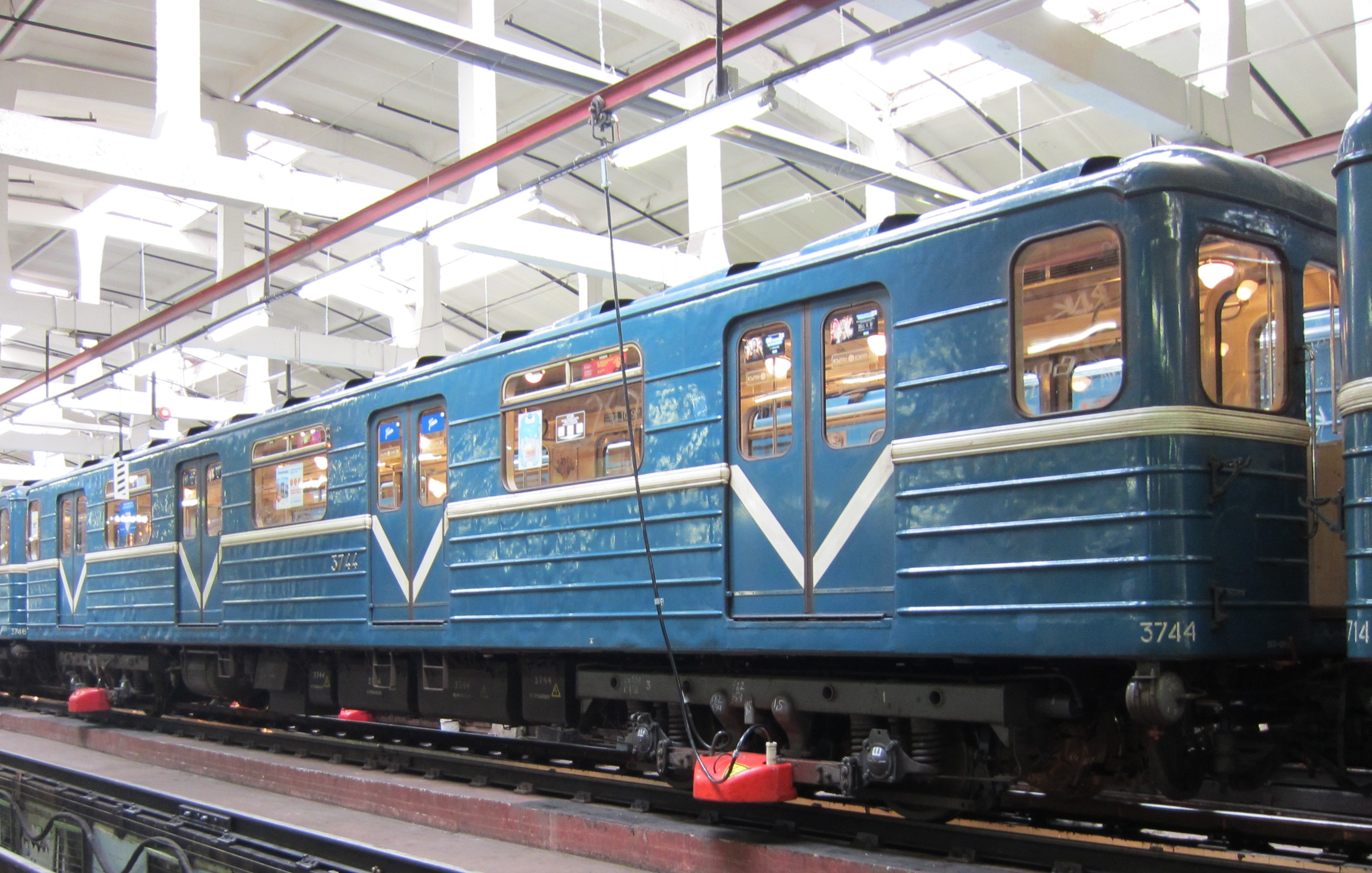
Первый метровагон Ленинградского вагоностроительного завода — Ем № 3744
(на фото вагон уже после прохождения капитально-восстановительного ремонта)

С мая 1968 года Ленинградский вагоностроительный завод приступил к серийному производству моторвагонных поездов для подвижного состава Ленинградского метрополитена.
Поставщиком тележек для электровагонов ЛВЗ выступал Мытищинский машиностроительный завод, позднее — Калининский вагоностроительный завод.
Предприятие выпускало вагоны типа Ем и их модификации, а с 1980 года переориентировалось на производство более совершенных вагонов моделей 81-717/714.
В начале 1990-х годов ЛВЗ имени И. Е. Егорова был приватизирован и трансформирован в ЗАО «Вагонмаш».
Из-за возникшей конкуренции с «Метровагонмашем» и прекращения закупок в 1995 году Московским метрополитеном ЗАО «Вагонмаш» было вынуждено прекратить производство. В 1997 году «Вагонмаш» возобновил производство продукции уже на собственной элементной и модельной базе.
В 2003 году завод был приобретён группой «Дедал».
В 2007—2008 годах предприятие выпускает вагоны дальнего следования для РЖД и электровагоны для метрополитенов.
На данный момент[когда?] вагоны, произведённые заводом, используются большинством метрополитенов бывшего СССР, а также в ряде других стран.
По оценке экспертов, на начало 2008 года предприятие занимает около 12 % российского рынка магистральных железнодорожных вагонов, и около 7 % рынка вагонов метрополитена.

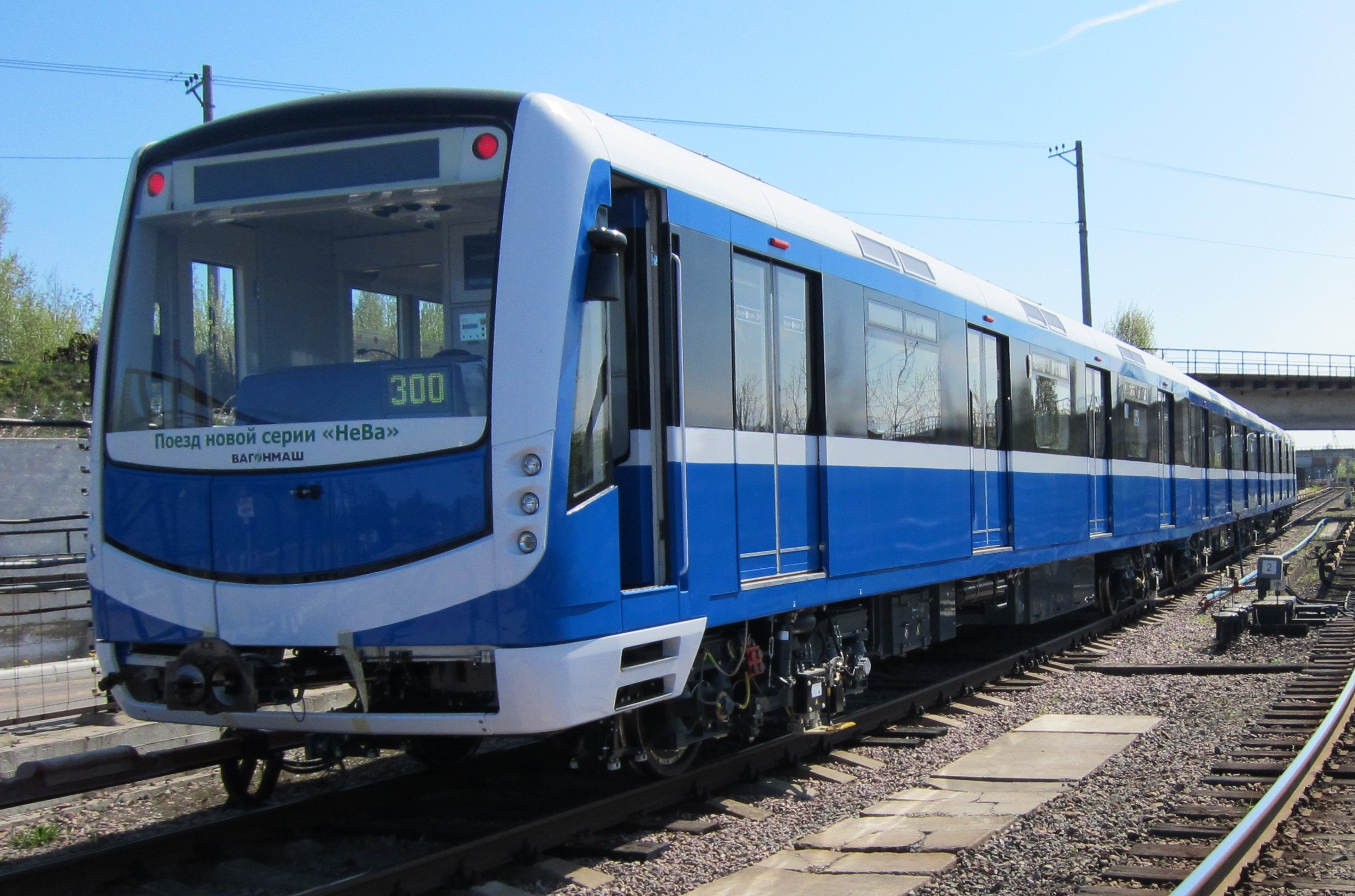
НеВа в электродепо «Невское» (2011 год)

В 2012 году предприятие впервые за последние полвека проиграло конкурс на поставку вагонов Петербургскому метрополитену, так как конкурс на их поставку в 2012—2014 годах выиграло другое петербургское предприятие ОЭВРЗ, входящее в «Трансмашхолдинг». Впрочем, уже в конце 2012 года завод выиграл конкурс на поставку вагонов «НеВа».
Начиная с 2012 года испытывало финансовые трудности, производство на «Вагонмаше» и ПТМЗ практически остановлено. Компаниями, которым задолжало предприятие, подан иск о банкротстве предприятия. Весной 2013 года предприятие отправило последние выпущенные метровагоны для Киева, также был выпущен состав для Новосибирска, досборку осуществлял Октябрьский электровагоноремонтный завод. Оставшиеся кузова для вагонов метро были проданы на ОЭВРЗ, который собрал из них вагоны 81-717.5П/714.5П для Петербургского метрополитена.
5 апреля 2012 года судебными приставами по четырём исполнительным листам общей суммой более 30 миллионов рублей были арестованы десять вагонов метрополитена в разной стадии готовности — от 75 % до 90 % и окрасочно-сушильная камера. Предположительно, вагоны предназначались для метрополитенов Новосибирска и Минска.
В декабре 2013 года признан банкротом, введено конкурсное производство. Здания завода сразу были снесены, на их месте началась массовая жилая застройка. По состоянию на 2019 год долги по зарплате перед бывшими работниками этого завода не были погашены.
С 2014 по 2020 год под названием ООО «Вагонмаш» на площадке Кировского завода работало совместное предприятие Škoda Transportation (51 %) и Кировского завода (49 %), было возобновлено производство вагонов «НеВа».
В 2020 году АО «Синара-Транспортные Машины» (СТМ) выкупила 49 % акций у Кировского завода. «Вагонмаш» должен был стать одной из ключевых производственных площадок совместного предприятия «Синара-Шкода». Планировалось, что он будет ориентирован на производство, ввод в эксплуатацию, продажу и сервисное обслуживание современного городского транспорта: электропоездов для метрополитена, современных трамваев, троллейбусов и электробусов.
В 2022 году СТМ вышло из состава акционеров, 50 % акций завода записаны на сам завод.

## Продукция
Основным направлением деятельности Вагонмаш является выпуск вагонов для метрополитенов.
Предприятие в разные годы выпускало вагоны моделей Ем, Ема-502М/Ем-501М, 81-717/714, 81-540/541, НеВа и их модификации.
По состоянию на 2022 год, последний вагон был выпущен в конце 2019 года.
Количество электровагонов, построенных ЛВЗ в 1968—1975 годы
- 1968 — 27
- 1969 — 86
- 1970 — 109
- 1971 — 120
- 1972 — 121
- 1973 — 130
- 1974 — 135
- 1975 — 140

## Собственники и руководство
Уставный капитал предприятия 290 миллионов 500 тысяч рублей.
Основной акционер «Вагонмаша» — «SKODA TRANSPORTATION A.S.» (50 % акций).
Ещё 50 % акций принадлежат самому предприятию.
Генеральный директор:
- Сергей Кияшко (с 12 января 2008 года)
- Андрей Кабанов (с 1 февраля 2008 года на 5 лет)[9], в 2011 перешёл на должность председателя совета директоров
- Павел Цеснек (с 24 марта 2011)
- Андрей Кабанов (2012) ?
- Макалатия Михаил Гурамович (2022)

## Заказы и заказчики

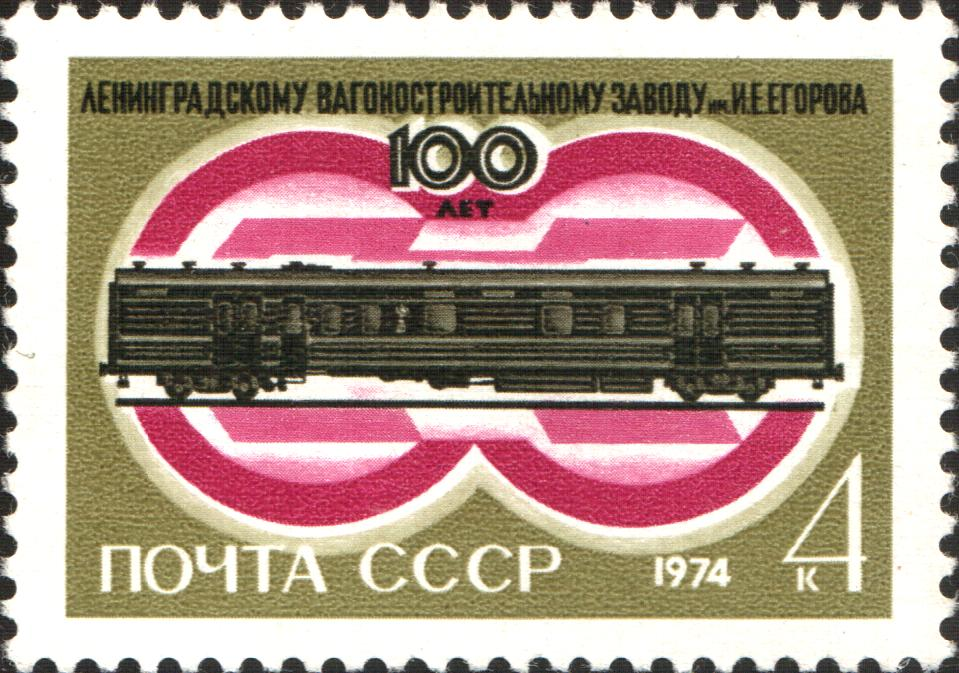
Почтовая марка СССР. 100 лет заводу

Главными потребителями продукции завода являются государственный концерн «Российские железные дороги», Государственная администрация железнодорожного транспорта Украины «Укрзалізниця», российские, а также зарубежные (Киевский, Варшавский и др.) метрополитены.
В 2009—2011 годах завод поставил Минскому вагоноремонтному заводу им. А. Ф. Мясникова 135 комплектов пассажирских вагонов стоимостью около 800 млн руб.